# 120
| [ Edytuj tabelę ] |                                            |
| Cesarz Chin       | - 106 Han Andi 125                         |
| Władca Korei      | - 53 T’aejodae 146                         |
| Papież            | - 116 Sykstus I 125                        |
| Król Partów       | - 105 Wologazes III 147 - 109 Osroes I 129 |
| Cesarz Rzymu      | - 117 Hadrian 138                          |

Rok 120 / CXX
stulecia: I wiek ~
II wiek ~
III wiek

lata: 110 «
115 «
116 «
117 «
118 «
119 «
120
» 121
» 122
» 123
» 124
» 125
» 130

## Wydarzenia
- Europa
  - Reforma sądownictwa: powołanie czterech sędziów konsularnych w Italii.

## Urodzili się
- Lukian z Samosat, rzymski retoryk i satyryk, piszący w grece, znany z poglądów soficystycznych (ur. ok. 120; zm. ok. 190)

## Zmarli
- Publiusz Korneliusz Tacyt, historyk rzymski (ur. ok. 55)